# Трагедија на стадиону Лужњики
Трагедија на стадиону Лужњики (рус. Трагедия в Лужниках) се догодила 20. октобра 1982. године. То је био велики стампедо на крају утакмице 1/16 Купа УЕФА између московског Спартака и холандског Харлема. Тада је погинуло 66 навијача Спартака; већина од њих су били тинејџери. Ова трагедија је највећа у историји руског и совјетског спорта. Информација о броју жртава се појавила у новинама после 7 година, 1989.

## Догађај
Пред меч је у Москви падао снег. Среда, 20. октобар, је била врло хладна (-10°C) за средину октобра. Зато је било продато само 16.500 карата од 82.000. Године 1982. стадион још није имао кров. У почетку утакмице су биле очишћене и отворене само 2 трибине стадиона: источна С и западна А. Њихов капацитет је био 23.000 гледалаца; то је било много више него што је било продано карата. Током меча је на трибини А било само 4.000 гладалаца, јер већина навијача је одлучила да изабере трибину С, која се налази ближе метроу. Већина навијача је дошла да подржи Спартак, навијача Харлема је било 100.
Утакмица је почела у 19.00. Већ у 16. минути је Едгар Гес постигао гол за Харлем. На крају меча је већина навијача, не надајући да ће бити још неколико голова, почела да одлази са стадиона. Само 20 секунди пре краја утакмице је Сергеј Швецов дао други погодак због чега је испод трибине почела гужва, у току које је погинуло 66 људи.
Следећег дана је била емитована само једна порука о трагедији у новини „Вечерња Москва“. Фудбалери Спартака су сазнали о трагедији од председника екипе Николаја Старостина следећег дана. Према неким подацима, „Глас Америке“ је јавио о трагедији већ 20. октобра увече, али фудбалери Харлема кажу да су сазнали о томе тек после 7 година.

## Касније године
Десет година након трагедије, 1992. године, подигнут је споменик посвећен настрадалима. Године 2007. Спартак и Харлем су одиграли пријатељски меч посвећен жртвама трагедије. У екипама су били играчи који су и тог трагичног дана носили дресове два клуба.